# Cometa Loucura
Cometa Loucura foi um programa de variedades exibido pela Rede Globo entre 13 de março e 10 de julho de 1983, com apresentação de Lauro Corona e Carla Camurati e direção de Alexandre Braz.

## Formato
O programa era gravado no Teatro Fênix, no Rio de Janeiro, cujo auditório foi transformado em um grande circo, com três picadeiros, nos quais se apresentaram nomes da música, tais como Gilberto Gil, Eduardo Dusek, 14 Bis, As Frenéticas, Sandra de Sá, Tim Maia, Ângela Ro Ro, Zizi Possi, Blitz e Gang 90 e as Absurdettes, além de um espaço dedicado à poesia, no qual se apresentava o grupo de poetas cariocas Nuvem Cigana. Também havia espaço para manobras de skatistas e patinadores.

## Elenco
- Cláudia Jimenez ... Madame Ladário
- Pedro Cardoso ... Pelouca